# María Sáenz Quesada
María Sáenz Quesada (Buenos Aires, 14 de diciembre de 1940) es una historiadora y escritora argentina. 

## Biografía
Licenciada en Historia, es egresada de la Universidad del Salvador, especializada en historia argentina y latinoamericana. Es miembro de la Academia Nacional de la Historia de la República Argentina y de la Academia Nacional de Educación.  Presidió el Instituto de Investigaciones de la Manzana de las Luces.
Publicó varios trabajos en la revista Todo es Historia, de la cual es actualmente directora, desde el fallecimiento de Félix Luna en 2009. También publicó en otros medios, como el diario Clarín Es prima hermana del escritor Dalmiro Sáenz. Su estilo ha sido catalogada como un estilo propio de divulgadora más que de historiadora, siendo acusada de deshonestidad intelectual y de en sus libros acomodar sucesos históricos o suprimir los según su mirada ideológica.
En televisión coordinó los programas de Todo es Historia en 1983, 1984 y 1987. Se desempeñó también como directora del Museo Presidencial Casa Rosada entre 1988 y 1989.
Fue secretaria de Cultura del gobierno de la Ciudad de Buenos Aires entre 1996 y 1998. Durante dicho periodo mantuvo un fuerte enfrentamiento con la Asociación Argentina de Actores y con los teatros dependientes del Estado por cuestiones vinculadas a los contratos laborales y los derechos adquiridos por los trabajadores de la cultura.
En 2004 recibió el Premio Konex de Platino en la disciplina Biografía, siendo vicepresidenta de la Fundación Konex desde 2016.
En noviembre de 2022 la Legislatura de la Ciudad Autónoma de Buenos Aires la nombró Personalidad Destacada de la Ciudad Autónoma de Buenos Aires en el ámbito de la cultura.

## Obra

### Libros
- La Argentina, Historia del país y de su gente, edición corregida y actualizada (1ª edición). Sudamericana. 2011. ISBN 978-950-07-3833-0.
- La primera presidente (1ª edición). Sudamericana. 2016. ISBN 978-950-07-5479-8.
- Roque (1ª edición). Sudamericana. 2014. ISBN 978-950-07-4854-4.
- Mujeres, el largo camino (1ª edición). Capital Intelectual. 2013. ISBN 978-987-614-414-8.
- La libertadora (1955-1958) (1ª edición). Sudamericana. 2007. ISBN 978-950-07-2879-9.
- La historia de nuestras instituciones representativas y la Manzana de las Luces (1ª edición). Instituto de Investigaciones Históricas Manzana de las Luces. 2006. ISBN 978-950-9410-14-5.
- Isabel Perón (1ª edición). Planeta. 2003. ISBN 978-950-49-1119-7.
- La Argentina, Historia del país y de su gente (1ª edición). Sudamericana. 2001. ISBN 978-950-07-1877-6.
- Mujeres de Rosas (1ª edición). Planeta. 1999. ISBN 978-950-742-703-9.
- Mariquita Sánchez (2ª edición). Sudamericana. 1998. ISBN 978-950-07-1418-1.
- El camino de la democracia (1ª edición). Tiempo de Ideas. 1993. ISBN 978-987-99229-4-1.
- Dos transiciones a la democracia (1ª edición). Fundación Universidad de Belgrano. 1989. ISBN 978-950-697-010-9.
- Las alternativas políticas argentinas en el siglo XX (1ª edición). Universidad de Belgrano. 1986. ISBN 978-950-99152-0-6.
- El Estado Rebelde (1ª edición). Editorial de Belgrano. 1982. ISBN 978-950-577-018-2.
- Los Estancieros (4ª edición). Editorial de Belgrano. 1982. ISBN 978-950-577-031-1.